# الکس فیشر
الکس فیشر (انگلیسی: Alex Fisher؛ زادهٔ ۳۰ ژوئن ۱۹۹۰) بازیکن فوتبال اهل بریتانیا است.
از باشگاه‌هایی که در آن بازی کرده‌است می‌توان به باشگاه فوتبال منزفیلد تاون، باشگاه فوتبال اینورنس کالدنیون تیسل، باشگاه فوتبال آکسفورد سیتی، باشگاه فوتبال تورکی یونایتد، باشگاه فوتبال براکلی تاون، باشگاه فوتبال آکسفورد یونایتد، و باشگاه فوتبال مونتسا اشاره کرد.